# Mastira
Mastira Thorell, 1891 è un genere di ragni appartenente alla famiglia Thomisidae.

## Distribuzione
Le 10 specie note di questo genere sono diffuse in Asia orientale, Asia sudorientale, Asia meridionale e Oceania

## Tassonomia
Rimosso dalla sinonimia con il genere Epidius Thorell, 1891 a seguito di un lavoro dell'aracnologo Lehtinen (2005a).
Non sono stati esaminati esemplari di questo genere dal 2010.
A giugno 2014, si compone di 10 specie:
- Mastira adusta (L. Koch, 1867) — Nuova Guinea, Queensland, Nuovo Galles del Sud
- Mastira bipunctata Thorell, 1891[2] — Taiwan, Singapore, Sumatra
- Mastira bitaeniata (Thorell, 1878) — Isola di Ambon (Arcipelago delle Molucche)
- Mastira cimicina (Thorell, 1881) — Filippine, Nuova Guinea, Isole Aru (Arcipelago delle Molucche), Queensland
- Mastira flavens (Thorell, 1877) — Taiwan, Filippine, Celebes
- Mastira menoka (Tikader, 1963) — India
- Mastira nicobarensis (Tikader, 1980) — India, Isole Nicobare (Oceano Indiano)
- Mastira nitida (Thorell, 1877) — Filippine, Celebes, Isola di Ambon (Arcipelago delle Molucche), e altre isole dell'Arcipelago delle Molucche
- Mastira serrula Tang & Li, 2010 — Cina
- Mastira tegularis Xu, Han & Li, 2008 — Hong Kong

### Sinonimi
- Mastira batjensis (Simon, 1886), trasferita dal genere Synema e posta in sinonimia con M. nitida (Thorell, 1877) a seguito di un lavoro di Lehtinen (2005a)[1].
- Mastira tumefacta (L. Koch, 1874); trasferita dal genere Diaea e posta in sinonimia con M. adusta (L. Koch, 1867) a seguito di uno studio di Szymkowiak (2007b)[1].
- Mastira varians (Kulczynski, 1911); trasferita dal genere Diaea e posta in sinonimia con M. adusta (L. Koch, 1867) a seguito di uno studio di Szymkowiak (2007b)[1].